# جبل عبيد (مستباء)

تعديل مصدري - تعديل

جبل عبيد هي إحدى قرى عزلة غرب مستباء بمديرية مستباء التابعة لمحافظة حجة، بلغ تعداد سكانها 1241 نسمة حسب تعداد اليمن لعام 2004.